# Ramon Auladell i Domènech
Ramon Auladell i Domènech (Manlleu, 19 de maig de 1963) és un antic jugador d'hoquei sobre patins català de la dècada de 1980.

## Trajectòria
Començà a practicar l'hoquei patins amb 8 anys al CP Voltregà, passant el 1980 al primer equip. L'any 1984 fitxà pel Vercelli italià, després de ser el màxim golejador de la lliga espanyola.
L'any 1986 retornà a Catalunya, fitxant pel Noia, i la temporada següent pel FC Barcelona, juntament amb Ton Carafí. Al Barça no triomfà, i la temporada 1988-89 retornà al Voltregà, i posteriorment fitxà pel CP Vic, club on es retirà.
Entrenà el Club Patinatge La Garriga i el Mollet Hoquei Club.